# Leptostylus paulus
Leptostylus paulus är en skalbaggsart som beskrevs av Monné och Hoffmann 1981. Leptostylus paulus ingår i släktet Leptostylus och familjen långhorningar.
Artens utbredningsområde är Venezuela. Inga underarter finns listade i Catalogue of Life.